# Giovanni di Valence
Giovanni (... – Valence, 21 marzo 1146) è stato fondatore e primo abate del monastero cistercense di Bonnevaux, poi vescovo di Valence; il suo culto come santo fu confermato da papa Pio X nel 1903.

## Biografia
Già canonico a Lione, dopo un pellegrinaggio a Compostela abbracciò la vita religiosa tra i monaci di Cîteaux: fondò il monastero di Bonnevaux e nel 1117 ne fu eletto primo abate.
Come abate di Bonnevaux, accolse la professione dei voti di Amedeo, poi vescovo di Losanna, e di suo padre Amedeo di Clermont.
Nel 1141 fu eletto vescovo di Valence in sostituzione dell'espulso vescovo Eustachio. Morì nel 1146.

## Il culto
Il culto tributato ab antiquo al santo vescovo fu confermato da papa Pio X il 9 dicembre 1903.
Il suo elogio si legge nel Martirologio romano al 21 marzo.